# Список советских актёров-фронтовиков

Список советских актёров-фронтовиков — советские актёры кино и театра участвовавшие в Великой Отечественной войне.
- Примечания по списку:

1. В списке приведены деятели культуры, удостоенные звания Народный артист;
2. В графе «годы службы» серым цветом выделены погибшие на фронте;
3. В графе «годы службы» красным цветом выделены комиссованные (уволенные из вооружённых сил по состоянию здоровья) из-за последствий от полученных на фронте тяжёлых ранений;
4. Воинское звание, должность и род войск приводятся на момент увольнения актёра из рядов вооружённых сил Союза ССР;
5. Приведено наименование формирования, в котором актёр служил на момент увольнения в запас из рядов вооружённых сил;
6. Приведены награды за участие в Великой Отечественной войне, без указания юбилейных медалей посвящённых годовщине Победы;
7. н/д — нет данных.

| Фото | ФИО актёра                            | Годы службы       | Звание, должность                                                                   | Вид ВС Род войск                | Формирование, учреждение | Награды |
| ---- | ------------------------------------- | ----------------- | ----------------------------------------------------------------------------------- | ------------------------------- | --- | --- |
|      | Аббасов, Аладдин Аслан оглы           | н/д               | н/д                                                                                 | н/д                             | н/д | [ 3 ] |
|      | Абрамов, Анатолий Васильевич          | 1942—1945         | старший лейтенант, помощник начальника отделения разведывательного отдела фронта    | ВВС Пехота                      | Юго-Западный фронтс | 1945 |
|      | Аверин, Юрий Иванович                 | 1941—1947         | сержант, музыкант                                                                   | Военно-музыкальная служба       | Музыкальный взвод 48-й гвардейской стрелковой дивизии                                                                                             | Орден Красной Звезды · Медаль «За оборону Москвы» · Медаль «За боевые заслуги» · Медаль «За взятие Берлина» · Медаль «За победу над Германией в Великой Отечественной войне 1941—1945 гг.»                                                                                               |
|      | Алексеев, Алексей Петрович            | 1941—1945         | н/д                                                                                 | н/д                             | н/д | 1985 [ 6 ] |
|      | Алов, Александр Александрович         | 1941—1945         | рядовой, стрелок                                                                    | Пехота                          | 210-й армейский запасной стрелковый полк 4-й гвардейской армии                                                                                    | Орден Красной Звезды — 1945 · Медаль «За боевые заслуги» — 1944 · Медаль «За победу над Германией в Великой Отечественной войне 1941—1945 гг.» |
|      | Аулов, Семён Борисович                | 1942—1946         | н/д авиационный механик                                                             | ВВС                             | 15-я отдельная разведывательная авиационная эскадрилья                                                                                            | 1985 [ 9 ] |
|      | Афанасьев, Александр Алексеевич       | 1938—1945         | сержант командир отделения радиосвязи                                               | Артиллерия                      | 369-й гаубичный полк 122-й стрелковой дивизии | |
|      | Багланова, Роза Тажибаевна            | 1941—1945         | артистка                                                                            | Фронтовые артистические бригады | Государственная Узбекская ордена Красного знамени филармония                                                                                      | [ 12 ] |
|      | Бадьев, Николай Фёдорович             | июнь—декабрь 1941 | старший сержант, помощник командира разведывательного взвода                        | Пехота                          | 119-я отдельная разведывательная рота 128-й стрелковой дивизии                                                                                    | Орден Отечественной войны I степени— 6.4.1985 · Медаль «За отвагу» (СССР) — 1958 · Медаль «За победу над Германией в Великой Отечественной войне 1941—1945 гг.» · Медаль «За оборону Ленинграда»                                                                                         |
|      | Байков, Виктор Алексеевич             | 1943—1945         | н/д актёр                                                                           | Фронтовые артистические бригады | Джаз-ансамбль железнодорожных войск | |
|      | Балашов, Виктор Иванович              | 1942—1944         | рядовой, линейный надсмотрщик                                                       | Войска связи                    | 166-я рота правительственной связи 4-го отдельного Одесского орденов Александра Невского и Красной звезды полка правительственной связи НКВД СССР | Орден Отечественной войны I степени · Орден Красной Звезды · Медаль «За победу над Германией в Великой Отечественной войне 1941—1945 гг.» |
|      | Басов, Владимир Павлович              | 1941—1945         | капитан, помощник начальника оперативного отдела дивизии                            | Артиллерия                      | 28-я отдельная артиллерийская дивизия прорыва | Орден Отечественной войны I степени— 1985 · Орден Красной Звезды — 1945 · Медаль «За боевые заслуги» — 1943 · Медаль «За победу над Германией в Великой Отечественной войне 1941—1945 гг.»                                                                                               |
|      | Бархударян-Мравян, Асмик Мерзоевна    | 1942—1945         | артистка                                                                            | Фронтовые артистические бригады | Фронтовой филиал театра имени Вахтангова | [ 16 ] |
|      | Бельды, Николай Иванович              | 1943—н/д          | матрос, моторист-дизелист                                                           | ВМФ                             | Тихоокеанский флот | Орден Отечественной войны II степени · Медаль «За победу над Японией» · Медаль «За победу над Германией в Великой Отечественной войне 1941—1945 гг.» |
|      | Битюков, Борис Валентинович           | 1939—1945         | старшина, диспетчер полка                                                           | ВВС                             | 229-й авиатранспортный полк особого назначения 4-й авиационной дивизии особого назначения                                                         | 1985 |
|      | Богданова, Тамара Владимировна        | 1942—1944         | музыкант                                                                            | Военно-музыкальная служба       | Музыкальный взвод 198-й стрелковой дивизии 3-го Прибалтийского фронта                                                                             | 1985 [ 19 ] |
|      | Бондарчук, Сергей Фёдорович           | 1942—1946         | н/д                                                                                 | н/д                             | н/д | 1988 [ 20 ] |
|      | Боярский, Николай Александрович       | 1941—1945         | старший сержант, командир стрелкового отделения                                     | Пехота                          | 366-й стрелковый полк 126-й стрелковой дивизии | Орден Отечественной войны I степени · Орден Славы II степени — 1945 · Орден Славы III степени — 1944 · Орден Красной Звезды — 1945 · Медаль «За отвагу» (СССР) — 1944 · Медаль «За боевые заслуги» — 1943 · Медаль «За победу над Германией в Великой Отечественной войне 1941—1945 гг.» |
|      | Буренков, Евгений Дмитриевич          | 1942—1945         | сержант, комсорг авиабазы                                                           | ВВС                             | 28-я авиационная база Краснознамённого Балтийского флота                                                                                          | 1985 |
|      | Быстрицкая, Элина Авраамовна          | 1941—1944         | рядовая, лаборантка госпиталя                                                       | Медицинская служба              | Фронтовой передвижной сортировочно-эвакуационный госпиталь № 3216                                                                                 | 1988 [ 22 ] |
|      | Валиков, Фёдор Михайлович             | н/д               | младший сержант, наводчик миномёта                                                  | Артиллерия                      | 32-я механизированная Слонимско-Померанская бригада                                                                                               | 1985 |
|      | Ванин, Алексей Захарович              | 1942—1945         | рядовой, разведчик                                                                  | Артиллерия                      | нет данных | Орден Красного Знамени · Орден Отечественной войны I степени · Орден Отечественной войны II степени · Орден Красной Звезды · Медаль «За отвагу» (СССР) |
|      | Василькова, Зоя Николаевна            | 1943—1945         | сержант, старший метеоролог                                                         | Войска ПВО                      | 7-й корпус ПВО | 1985 |
|      | Весник, Евгений Яковлевич             | 1942—1945         | лейтенант, командир огневого взвода                                                 | Артиллерия                      | 5-я гвардейская гаубичная артиллерийская Севастопольская Краснознаменная бригада                                                                  | 1985 |
|      | Винник, Павел Борисович               | 1944—1945         | сержант, автоматчик                                                                 | Пехота                          | 1374-й стрелковый полк 416-й стрелковой дивизии                                                                                                   | Орден Отечественной войны I степени · Орден Отечественной войны II степени · Орден Красной Звезды · Медаль «За победу над Германией в Великой Отечественной войне 1941—1945 гг.» · Медаль «За взятие Берлина»                                                                            |
|      | Вокач, Александр Андреевич            | 1944—1947         | рядовой, техник авиационного вооружения                                             | ВВС                             | н/д | 1985 [ 26 ] |
|      | Волков, Николай Фёдорович             | н/д               | н/д                                                                                 | Танковые войска                 | н/д | Орден Отечественной войны II степени · Медаль «За отвагу» (СССР) · Медаль «За боевые заслуги» · Медаль «За оборону Москвы» · Медаль «За победу над Германией в Великой Отечественной войне 1941—1945 гг.» · Медаль «За победу над Японией»                                               |
|      | Гайдай, Леонид Иович                  | 1941—1943         | рядовой, разведчик                                                                  | Пехота                          | 1263-й стрелковый полк 381-й стрелковой дивизии                                                                                                   | Орден Отечественной войны I степени— 1985 · Медаль «За боевые заслуги» — 1942 · Медаль «За победу над Германией в Великой Отечественной войне 1941—1945 гг.» |
|      | Гердт, Зиновий Ефимович               | 1941—1943         | старший лейтенант, начальник инженерной службы полка                                | Инженерные войска               | 81-й гвардейский стрелковый полк 25-й гвардейской стрелковой дивизии                                                                              | 1985 |
|      | Глебов, Пётр Петрович                 | 1941—1945         | рядовой командир расчёта орудия                                                     | Войска ПВО                      | 72-й зенитный артиллерийский полк 1-я гвардейская зенитная артиллерийская дивизия                                                                 | 1985 |
|      | Глузский, Михаил Андреевич            | 1940—1950         | рядовой артист                                                                      | Фронтовые артистические бригады | Театр ГСВГ | Медаль «За победу над Германией в Великой Отечественной войне 1941—1945 гг.» |
|      | Голубицкий, Олег Борисович            | июнь—ноябрь 1941  | н/д                                                                                 | н/д                             | н/д | Орден Отечественной войны II степени |
|      | Граве, Александр Константинович       | 1942—1945         | артист                                                                              | Фронтовые артистические бригады | 1-й Украинский фронт | Орден Отечественной войны |
|      | Греков, Максим Иванович               | 1941—1945         | н/д командир партизанской роты                                                      | Партизанские отряды             | Партизанский разведывательно-диверсионный отряд «Победители»                                                                                      | |
|      | Гринько, Николай Григорьевич          | 1940—1945         | старшина, комсорг полка                                                             | Военно-воздушные силы           | 619-й батальон аэродромного обслуживания 8-й гвардейской авиационной Орловской дивизии дальнего действия                                          | Орден Отечественной войны II степени · Медаль «За боевые заслуги» |
|      | Гуляев, Владимир Леонидович           | 1942—1945         | лейтенант, лётчик-штурмовик                                                         | Военно-воздушные силы           | 826-й Витебский ордена Суворова и ордена Кутузова штурмовой авиационный полк 335-й штурмовой авиационной дивизии                                  | Орден Красного Знамени · Орден Красного Знамени · Орден Отечественной войны I степени · Орден Отечественной войны I степени · Медаль «За победу над Германией в Великой Отечественной войне 1941—1945 гг.»                                                                               |
|      | Гурзо, Сергей Сафонович               | 1943—1944         | н/д                                                                                 | н/д                             | н/д | |
|      | Дупак, Николай Лукьянович             | 1941—1943         | старший лейтенант, командир эскадрона                                               | Кавалерия                       | 29-й гвардейский кавалерийский полк 8-й гвардейской кавалерийской дивизии                                                                         | 1947 |
|      | Ерёменко, Николай Николаевич          | 1941—1945         | младший лейтенант, командир взвода                                                  | Кавалерия                       | нет данных | 1985 |
|      | Заманский, Владимир Петрович          | 1944—1950         | рядовой, заряжающий самоходной артиллерийской установки                             | Артиллерия                      | 1223-й самоходно-артиллерийский полк | 1985 |
|      | Засухин, Николай Николаевич           | 1940—1946         | н/д                                                                                 | н/д                             | н/д | 1985 [ 31 ] |
|      | Зелёная, Рина                         | 1944—1945         | артистка                                                                            | Фронтовые артистические бригады | 4-я армия | Орден Красной Звезды — 1945 |
|      | Зубков, Валентин Иванович             | 1942—1944         | н/д                                                                                 | ВВС                             | н/д | |
|      | Иванов, Борис Владимирович            | 1941—1942         | старший лейтенант, начальник штаба батальона                                        | Пехота                          | 14-й гвардейский стрелковый полк 7-й гвардейской стрелковой дивизии                                                                               | Орден Отечественной войны I степени · Орден Отечественной войны II степени |
|      | Иванов, Владимир Николаевич           | 1942—1945         | рядовой, разведчик                                                                  | Артиллерия                      | н/д | |
|      | Карташёва, Ирина Павловна             | 1942—1945         | артистка                                                                            | Фронтовые артистические бригады | Концертная бригада Мордовского театра | |
|      | Катин-Ярцев, Юрий Васильевич          | 1939—1946         | старший сержант, комсорг батальона                                                  | Железнодорожные войска          | 63-й отдельный мостовой железнодорожный батальон                                                                                                  | Орден Отечественной войны I степени · Орден Красной Звезды · Медаль «За боевые заслуги» · Медаль «За победу над Германией в Великой Отечественной войне 1941—1945 гг.» |
|      | Кашпур, Владимир Терентьевич          | 1943—1951         | н/д диспетчер авиационного корпуса                                                  | ВВС                             | н/д | Медаль «За победу над Германией в Великой Отечественной войне 1941—1945 гг.» |
|      | Коберидзе, Отар Леонтьевич            | 1944—1945         | младший сержант, командир зенитного орудия                                          | Войска ПВО                      | 1254-й аэродромный полк ПВО 2-го Украинского фронта                                                                                               | Орден Отечественной войны I степени— 1985 · Медаль «За боевые заслуги» — 1945 · Медаль «За победу над Германией в Великой Отечественной войне 1941—1945 гг.» |
|      | Козырева, Евгения Николаевна          | 1942—1945         | сержант, секретарь политотдела армии                                                | Войска ПВО                      | 1-я воздушная истребительная армия ПВО | 1985 |
|      | Константинов, Владимир Константинович | 1939—1944         | старшина 2-й статьи, старший радист взвода управления начальника артиллерии дивизии | Артиллерия                      | 72-я стрелковая дивизия | [ 36 ] [ 37 ] |
|      | Копелян, Ефим Захарович               | 1941—1943         | артист                                                                              | Фронтовые артистические бригады | агитвзвод Ленинградской армии народного ополчения                                                                                                 | Медаль «За оборону Ленинграда» · Медаль «За победу над Германией в Великой Отечественной войне 1941—1945 гг.» |
|      | Королёва, Марионелла Владимировна     | 1941—1942         | младший сержант, санинструктор                                                      | Пехота                          | 780-й стрелковый полк 214-й стрелковой дивизии | Орден Красного Знамени — 1942 |
|      | Корзун, Василий Иванович              | 1941—1945         | лейтенант, командир батареи учебного дивизиона                                      | Артиллерия                      | 524-я дивизионная артиллерийская бригада 56-й гвардейской стрелковой дивизии                                                                      | Орден Отечественной войны I степени · Орден Красной Звезды · Медаль «За победу над Германией в Великой Отечественной войне 1941—1945 гг.» |
|      | Лебедев, Николай Сергеевич            | 1941              | рядовой, пулемётчик                                                                 | Пехота                          | 45-й мотострелковый полк 45-й танковой дивизии 24-го механизированного корпуса                                                                    | 1985 |
|      | Литовский, Валентин Осафович          | 1939—1941         | рядовой, н/д                                                                        | н/д                             | н/д | |
|      | Луспекаев, Павел Борисович            | 1943—1944         | рядовой, разведчик                                                                  | Партизанские отряды             | Штаб партизанского движения при 3-м Украинском фронте                                                                                             | |
|      | Любимов, Юрий Петрович                | 1939—1945         | рядовой, конферансье                                                                | Фронтовые артистические бригады | Ансамбль песни и пляски НКВД СССР | Медаль «За оборону Ленинграда» · Медаль «За оборону Москвы» · Медаль «За победу над Германией в Великой Отечественной войне 1941—1945 гг.» |
|      | Лярский, Алексей Петрович             | 1941—1943         | рядовой, наводчик — старший пулемётчик                                              | Пехота                          | 365-й отдельный пулемётно-артиллерийский батальон                                                                                                 | |
|      | Макарова, Людмила Иосифовна           | 1941—1945         | артистка                                                                            | Фронтовые артистические бригады | Драматический театр Балтийского флота | 1985 |
|      | Максимова, Антонина Михайловна        | 1941—1943         | рядовая, радистка                                                                   | Войска связи                    | н/д | 1985 [ 47 ] |
|      | Миронов, Алексей Иванович             | 1941—1947         | младший лейтенант, преподаватель                                                    | Войска ПВО                      | Школа сержантского состава ПВО Центральной группы войск                                                                                           | Орден Отечественной войны I степени · Орден Отечественной войны II степени · Медаль «За отвагу» (СССР) · Медаль «За взятие Берлина» · Медаль «За победу над Германией в Великой Отечественной войне 1941—1945 гг.»                                                                       |
|      | Никулин, Юрий Владимирович            | 1939—1946         | сержант, помощник командира зенитно-артиллерийского взвода                          | Войска ПВО                      | 72-й отдельный зенитный артиллерийский Пушкинский дивизион                                                                                        | 1985 |
|      | Никитин, Фёдор Михайлович             | 1941—1943         | артист                                                                              | Фронтовые артистические бригады | агитвзвод Ленинградской армии народного ополчения                                                                                                 | [ 49 ] |
|      | Оболенский, Леонид Леонидович         | 1941              | рядовой, стрелок                                                                    | Пехота                          | 38-й стрелковый полк 13-й Московской стрелковой дивизии народного ополчения                                                                       | |
|      | Озеров, Юрий Николаевич               | 1939—1945         | майор, помощник начальника оперативного отдела штаба армии                          | Войска связи                    | 50-я армия | 1944 1985 |
|      | Окуджава, Булат Шалвович              | 1942—1944         | гвардии красноармеец                                                                | Артиллерия                      | 5-й гвардейский Донской кавалерийский казачий корпус                                                                                              | Орден Отечественной войны |
|      | Ордынский, Василий Сергеевич          | 1942—1948         | лейтенант, командир огневого взвода                                                 | Пехота                          | 286-й отдельный моторизованный батальон особого назначения                                                                                        | 1944 1985 |
|      | Орловский, Дмитрий Дмитриевич         | 1941—1945         | артист                                                                              | Фронтовые артистические бригады | н/д | Орден Отечественной войны |
|      | Папанов, Анатолий Дмитриевич          | 1940—1942         | сержант, командир взвода зенитной артиллерии                                        | Войска ПВО                      | нет данных | 1975 |
|      | Пастухов, Николай Исакович            | 1942—1945         | младший сержант, музыкант                                                           | Военно-музыкальная служба       | Музыкальный взвод 308-й Латышской стрелковой Краснознамённой дивизии                                                                              | 1985 |
|      | Пиневич, Анатолий Васильевич          | 1939—1945         | младший лейтенант                                                                   | ВВС                             | Войска связи 24 отдельного полка связи 4-й Краснознаменной Воздушной армии 2-го Белорусского фронта.                                              | 1985 |
|      | Плужник, Григорий Дмитриевич          | 1941—1943         | младший лейтенант, техник-телеграфист                                               | Войска связи                    | 133-й отдельный полк связи 66-й армии | Медаль «За боевые заслуги» · Медаль «За победу над Германией в Великой Отечественной войне 1941—1945 гг.» |
|      | Померанцев, Юрий Борисович            | 1942              | ефрейтор, помощник командира отделения                                              | пехота                          | 269-й отдельный лыжный батальон 1-й ударной армии Северо-Западного фронта                                                                         | [ 54 ] |
|      | Прокопович, Николай Константинович    | 1943—1945         | старший сержант, командир отделения                                                 | Пехота                          | н/д | Орден Отечественной войны II степени · Медаль «За победу над Германией в Великой Отечественной войне 1941—1945 гг.» |
|      | Пуговкин, Михаил Иванович             | 1941—1942         | рядовой, разведчик                                                                  | Пехота                          | 1147-й стрелковый полк 353-й стрелковой дивизии                                                                                                   | 2004 |
|      | Ростоцкий, Станислав Иосифович        | 1942—1944         | рядовой, фотокорреспондент                                                          | Кавалерия                       | 6-й гвардейский кавалерийский корпус | Орден Отечественной войны I степени · Орден Красной Звезды |
|      | Рунге, Борис Васильевич               | 1945              | лейтенант                                                                           | Пехота                          | н/д | Орден Отечественной войны |
|      | Рыкунин, Николай Николаевич           | 1941—1945         | артист                                                                              | Фронтовые артистические бригады | н/д | Орден Отечественной войны, Орден Красной звезды |
|      | Самойлов, Владимир Яковлевич          | 1941—1945         | н/д                                                                                 | н/д                             | н/д | 1985 |
|      | Сичкин, Борис Михайлович              | 1941—1948         | рядовой артист                                                                      | Фронтовые артистические бригады | Ансамбль песни и пляски Советской армии имени А. В. Александрова                                                                                  | Медаль «За боевые заслуги» — 25.10.1943 · Медаль «За победу над Германией в Великой Отечественной войне 1941—1945 гг.» · Медаль «За взятие Берлина» |
|      | Смирнов, Алексей Макарович            | 1940—1945         | старшина, командир миномётного взвода                                               | Артиллерия                      | 169-й Краснознамённый миномётный полк 3-й артиллерийской Житомирской Краснознамённой ордена Ленина дивизии прорыва                                | Орден Красной Звезды · Орден Славы II степени · Орден Славы III степени · Медаль «За отвагу» (СССР) · Медаль «За боевые заслуги» · Медаль «За оборону Москвы» · Медаль «За победу над Германией в Великой Отечественной войне 1941—1945 гг.»                                             |
|      | Смоктуновский, Иннокентий Михайлович  | 1943—1945         | сержант, командир стрелкового отделения                                             | Пехота                          | 318-й гвардейский стрелковый полк 102-й гвардейской стрелковой дивизии                                                                            | Орден Отечественной войны I степени— 1985 · Медаль «За победу над Германией в Великой Отечественной войне 1941—1945 гг.» · Медаль «За отвагу» (СССР) · Медаль «За отвагу» (СССР) · Медаль «За взятие Берлина»                                                                            |
|      | Стржельчик, Владислав Игнатьевич      | 1940—1946         | сержант, комендант штаба управления дивизии                                         | Артиллерия                      | 92-я стрелковая дивизия | 1985 |
|      | Стриженов, Глеб Александрович         | 1941              | писарь-каптенармус                                                                  | н/д                             | н/д | н/д |
|      | Танич, Михаил Исаевич                 | 1944—1945         | старший сержант, командир орудия                                                    | Артиллерия                      | 168-й истребительно-противотанковый артиллерийский полк 33-й отдельной Черкасской истребительно-противотанковой артиллерийской бригады            | Орден Отечественной войны, Орден Славы, Орден Красной звезды |
|      | Тодоровский, Пётр Ефимович            | 1943—1949         | лейтенант, командир миномётного взвода                                              | Артиллерия                      | 93-й стрелковый полк 76-й стрелковой дивизии | Орден Отечественной войны I степени— 1945 · Орден Отечественной войны I степени— 1987 · Орден Отечественной войны II степени · Медаль «За взятие Берлина» · Медаль «За победу над Германией в Великой Отечественной войне 1941—1945 гг.»                                                 |
|      | Трофимов, Николай Николаевич          | 1941—1946         | краснофлотец, актёр речевой группы                                                  | Фронтовые артистические бригады | Центральный ансамбль ВМФ | [ 56 ] 1985 |
|      | Фрид, Ян Борисович                    | 1941—1946         | майор                                                                               | Авиация                         | 15-я воздушная армия | Орден Отечественной войны, Орден Красной звезды |
|      | Чубаров, Леонид Архипович             | 1943—1946         | лейтенант, командир взвода                                                          | Артиллерия                      | н/д | н/д |
|      | Чухрай, Григорий Наумович             | 1939—1945         | старший лейтенант, начальник связи полка                                            | Пехота                          | 332-й гвардейский стрелковый полк 104-й гвардейской стрелковой дивизии                                                                            | Орден Отечественной войны I степени— 1985 · Орден Отечественной войны II степени · Орден Красной Звезды · Медаль «За победу над Германией в Великой Отечественной войне 1941—1945 гг.»                                                                                                   |
|      | Шварц, Исаак Иосифович                | 1941—1942         | сапёр                                                                               | н/д                             | н/д | н/д |
|      | Шуйдин, Михаил Иванович               | 1942—1945         | старший лейтенант, командир танкового взвода                                        | Танковые войска                 | 35-я гвардейская танковая Шавлинская Краснознаменная ордена Суворова бригада 3-го гвардейского механизированного Сталинградского корпуса          | Орден Красного Знамени · Орден Красной Звезды · Медаль «За оборону Москвы» |
|      | Щукин, Николай Николаевич             | 1941—1944         | старшина                                                                            | Разведка                        | н/д | Орден Отечественной войны, два Ордена Славы |
|      | Этуш, Владимир Абрамович              | 1941—1943         | лейтенант, переводчик — помощник начальника штаба полка                             | Пехота                          | 581-й стрелковый полк 151-й стрелковой дивизии | Орден Отечественной войны I степени— 1985 · Орден Красной Звезды — 1943 · Медаль «За оборону Москвы» · Медаль «За оборону Кавказа» · Медаль «За победу над Германией в Великой Отечественной войне 1941—1945 гг.»                                                                        |
|      | Эшпай, Андрей Яковлевич               | 1944—1945         | военный переводчик                                                                  | Пехота                          | 608-й стрелковый полк 146-й Островской Краснознамённой дивизии 3-й Ударной армии                                                                  | Орден Отечественной войны, Орден Красной звезды |
|      | Юматов, Георгий Александрович         | 1941—1945         | краснофлотец, сигнальщик на бронекатере                                             | Военно-морской флот             | 1-я Керченско-Венская Краснознамённая бригада речных кораблей Дунайской военной флотилии                                                          | 1985 |

## См.также
- Ветераны Великой Отечественной войны